# سامويل ميكلوس ستيرن
سامويل (صموئيل) ميكلوس ستيرن (1920 - 1969 م) هو مستشرق مجري - بريطاني، وباحث في الدراسات الإسماعيلية الحديثة.